# Птерелай
Птерелай (др.-греч. Πτερέλαος) — персонаж древнегреческой мифологии. Сын Тафия, внук Посейдона. Царь телебоев. Посейдон сделал его бессмертным, вырастив у него на голове золотой волос. Его дети: Хромий, Тиранн, Антиох, Херсидамант, Местор, Евер. Все дети, кроме Евера, погибли в битве с сыновьями Электриона. Когда Амфитрион воевал с тафийцами, дочь Птерелая Комефо влюбилась в Амфитриона и вырвала у отца волос, тогда Птерелай умер (или был убит Амфитрионом).